# Provinsen Guayana
Guayana Provinsen (1585 - 1864) var en provins i det spanske imperium og senere i Venezuela. I 1776 blev territoriet omdefineret, hvorefter det omtrent dækkede samme område som nutidens Guyana. 
- Kantoner i Guayanaprovinsen i 1840
- Cantón Caycara
- Cantón Angostura
- Cantón Upata
- Cantón Piacoa
- Cantón Rionegro